# سیارک ۲۴۴۵۰
سیارک ۲۴۴۵۰ (به انگلیسی: 24450 Victorchang، نامگذاری:2000QC69) بیست و چهار هزار و چهارصد و پنجاهمین سیارک کشف شده‌است که در ۲۹ اوت ۲۰۰۰ کشف شد.
قدر مطلق سیارک برابر ۱۶.۲ است.